# Jean-Claude Donda
Jean-Claude Donda es un actor de doblaje y humorista francés. Presta su voz a tales como Gonzo, Fozzie, Walbeck Bunsen y el chef sueco en varios largometrajes de Los Muppets, el profesor en el redoblaje de 2001 en Blanca Nieves y los siete enanos, Jerry Lewis en Totally Spies! y a C-3PO en Star Wars: La guerra de los clones y Star Wars Rebels. También es la voz oficial del personaje ficticio y un oso protagónico de Disney Winnie the Pooh para Francia en reemplazo de Roger Carel.

## Filmografía

### Series animadas
| - Adibou: Aventure dans le corps humain: Robitoc - American Dragon: Jake Long: Loung Lao Shin - Animalia: Iggy - Patoaventuras: Flagada Jones ; el líder de Rapetou. - Batman, el Valiente : Merlin, Sinestro / Wong Fei, Sherlock Holmes... - Ben 10: Omniverse: Blarney T. Hokestar - Ben 10: Ultimate Alien: Galápagos / Pyke / Profesor Paradox / Addwaitya / Spellbinder / Roi Xarion / Inspector 13/: Surgeon (episodio 6). - Cartouche, prince des faubourgs: De Machaut - Star Wars: La guerra de los clones : narrador ( voz hasta la temporada 3) / C-3PO (voz desde la temporada 4) - Denver, el último dinosaurio: Denver - El Show del Ratón: Ludwig Von Drake (voz de canto) / Lumière / Padre Tiempo / Tweedle-Dee / Tweedle-Dum. - La pajarería de Transilvania: Médico del glóbulo y Orifido. - Funky Cops : varios personajes - Gorg et Lala: Gerard y Gérardine. - ¡Oh que vida de perros!: Dédé / Bubu / Rex - Lego Star Wars: C-3PO (voz) - Léo et Popi: narrador - Lilo y Stitch: La Serie: Loung Lao Shin - Martin Matin: Sr. Pickles - Mini Ninjas: Señor Ashida - Pato Darkwing: Flagada Jones, Poker Naze. - Les Nouvelles Aventures de Peter Pan: Mouche / Danny Plouf (episodio 18). - Rantanplan: voces adicionales. - Rocket Monkeys: Gamster X / Lord Peel - Scooby-Doo! Misterios S.A.: voces adicionales. - Star Wars Rebels: C-3PO - Totally Spies!: Jerry / Terence - VeggieTales in the House: Bob el tomate / Larry el pepino / Calabacín Ichabeezer. - Space Goofs: voces adicionales. - Zoo Cup |